# Suberanthus canellifolius
Suberanthus canellifolius là một loài thực vật có hoa trong họ Thiến thảo. Loài này được (Britton) Borhidi & M.Fernández Zeq. miêu tả khoa học đầu tiên năm 1981.